# 澄江镇 (寻乌县)
澄江镇，是中华人民共和国江西省赣州市寻乌县下辖的一个乡镇级行政单位。
- 邮政编码：342211
- 电话区号：0797

## 行政区划
澄江镇下辖以下地区：
汶口村、北亭村、凌富村、团丰村、谢屋村、王屋村、周田村、族享村、长畲村、江贝村、桂丰村、桂岭村、黄岗村和大墩村。